# Корян Руслан Грачович
Руслан Корян (вірм. Ռուսլան Հրաչի Կորյանը, рос. Русла́н Гра́чевич Коря́н; нар. 15 червня 1988, Сочі, Краснодарський край, Росія) — вірменський, російський та український футболіст, нападник клубу СКА (Хабаровськ), а також національної збірної Вірменії.

## Клубна кар'єра
Вихованець УОР ім. Сергія Бубки. У 2005 році підписав контракт з донецьким «Олімпіком». З 2006 року грав за третю команду київського «Динамо», після чого перейшов у «Сочі-04». У 2009 році грав у Словаччині за клуб ДАК 1904. У 2010 році повернувся в Росію, захищав кольори «Мордовії» і ростовського СКА. 3 липня 2012 підписав контракт з «Променем-Енергією». Дебют відбувся 15 липня в матчі проти «Чити» (1:0). Став разом з командою переможцем зони «Схід» Другого дивізіону і володарем Кубку ФНЛ. У лютому 2015 року поповнив ряди ташкентського «Локомотива», за який дебютував 25 лютого в матчі азійської Ліги чемпіонів проти «Аль-Хіляль» з Саудівської Аравії (1:3). 8 березня завоював Суперкубок країни: в матчі проти «Пахтакора» (4:0) зумів відзначитися забитим м'ячем. У липні повернувся до Владивостока. У січні 2016 року поповнив ряди клубу «СКА-Енергія».

## Виступи за збірну
29 березня 2015 року дебютував у складі національної збірної Вірменії у матчі проти збірної Албанії, замінивши на 84-ій Артура Єдігаряна. Наразі провів у формі головної команди країни 8 матчів, забивши 2 м'ячі.

## Статистика виступів

### У збірній
| Матчі й голи Коряна за збірну Вірменії | Матчі й голи Коряна за збірну Вірменії | Матчі й голи Коряна за збірну Вірменії | Матчі й голи Коряна за збірну Вірменії | Матчі й голи Коряна за збірну Вірменії | Матчі й голи Коряна за збірну Вірменії | Матчі й голи Коряна за збірну Вірменії |
| -------------------------------------- | -------------------------------------- | -------------------------------------- | -------------------------------------- | -------------------------------------- | -------------------------------------- | -------------------------------------- |
| №                                      | Дата                                   | Суперник                               | Рахунок                                | Голи Коряна                            | Змагання                               |                                        |
| 1                                      | 29 березня 2015                        | Албанія                                | 1:2                                    | —                                      | кв. Євро 2016                          |                                        |
| 2                                      | 13 червня 2015                         | Португалія                             | 2:3                                    | —                                      | кв. Євро 2016                          |                                        |
| 3                                      | 4 вересня 2015                         | Сербія                                 | 0:2                                    | —                                      | кв. Євро 2016                          |                                        |
| 4                                      | 7 вересня 2015                         | Данія                                  | 0:0                                    | —                                      | кв. Євро 2016                          |                                        |
| 5                                      | 31 серпня 2016                         | Чехія                                  | 0:3                                    | —                                      | Товариський матч                       |                                        |
| 6                                      | 11 листопада 2016                      | Чорногорія                             | 3:2                                    | —                                      | кв. ЧС 2018                            |                                        |
| 7                                      | 4 червня 2017                          | Сент-Кіттс і Невіс                     | 5:0                                    | 1                                      | Товариський матч                       |                                        |
| 8                                      | 10 червня 2017                         | Чорногорія                             | 1:4                                    | 1                                      | кв. ЧС 2018                            |                                        |

Загалом: 8 матчів / 2 голи; 2 перемоги, 1 нічия, 5 поразок.

## Досягнення
- Суперкубок Узбекистану
  -  Володар (1): 2015

- Суперкубок Таджикистану
  -  Володар (1): 2019

- Другий дивізіон (зона «Схід»)
  -  Чемпіон (1): 2012/13

- Кубок ФНЛ
  -  Володар (1): 2014